# 佐々木村
佐々木村（ささきむら）は、かつて新潟県北蒲原郡にあった村。

## 沿革
- 1889年（明治22年）4月1日 - 町村制施行に伴い北蒲原郡佐々木村、曽根新田、上中沢新田、日渡新田、則清新田、則清村が合併し、佐々木村が発足。
- 1890年（明治23年）8月22日 - 大字則清村新田を分離し、北蒲原郡太田古屋村に編入。
- 1901年（明治34年）11月1日 - 北蒲原郡鳥興野村、蓑島村と合併して、佐々木村を新設。
- 1921年（大正10年）6月1日 - 中浦村との境界変更[1]。
- 1959年（昭和34年）
  - 4月6日 - 北蒲原郡豊浦村と境界の一部を変更。
  - 4月10日 - 新発田市に編入され消滅。

## 学校

### 小学校
- 佐々木村立佐々木小学校
  - 鳥穴分校

### 中学校
- 佐々木村立佐々木中学校

## 交通

### 鉄道路線
- 日本国有鉄道
  - 白新線
    - 佐々木駅

### 道路
一級国道
- 国道7号